# Thomas (godsdienstonderwijs)
Thomas is een digitaal samenwerkingsplatform voor het Vlaams katholiek godsdienstonderwijs. Het werd ontwikkeld en wordt onderhouden door het Centrum voor Academische Lerarenopleiding van de Faculteit Theologie en Religiewetenschappen Leuven om de religieuze dimensie in het dagelijkse leven van jongeren te ontsluiten en het levensbeschouwelijk reflectief vermogen van jongeren te voeden. Als instrument voor wetenschapscommunicatie baseert Thomas zich op het leerplan rooms-katholieke godsdienst  en het hermeneutisch-communicatief model van het godsdienstonderwijs. Het platform is een educatief hulpmiddel voor lerarenopleidingen en de permanente vorming van leerkrachten. Thomas publiceert informatie voor het basis-, secundair, buitengewoon en hoger onderwijs alsook het pastoraal op school. Het platform is interactief omdat gebruikers ook allerhande media en informatie aanleveren.

## Geschiedenis
In 2001 werden de eerste voorbereidingen getroffen voor een interactief platform voor alle actoren van het godsdienstonderwijs in Vlaanderen. Theologie, Onderwijs en Multimedia: Actieve Samenwerking is de volledige naam die als afkorting verwijst naar Thomas van Aquino, de patroonheilige van de theologen.
Op 1 januari 2002 werd Thomas online gelanceerd (en sindsdien onderhouden) onder leiding van Didier Pollefeyt. Er werd een Raad van Beheer samengesteld met vertegenwoordigers vanuit alle verschillende geledingen van het Vlaamse godsdienstonderwijs met aandacht voor interessevelden en bekommernissen van alle betrokken partijen. Kanunnik Paul Van Paepegem werd de eerste voorzitter. Op 8 september 2004 gaf hij de fakkel door aan kanunnik Louis Van Lommel. Op 11 mei 2011 nam kanunnik Jaak Janssen het roer over tot hij op 20 maart 2018 werd vervangen door Lieve Van Daele, bisschoppelijk gedelegeerde onderwijs. Verder bestaat het bestuursorgaan uit de decaan van de Faculteit Theologie en Religiewetenschappen, de bisschop referendaris voor het godsdienstonderwijs, de directeur-generaal van Katholiek Onderwijs Vlaanderen, de projectverantwoordelijke van Thomas, vertegenwoordigers van de onderzoekseenheid pastoraaltheologie, de docenten van de Faculteit Theologie en Religiewetenschappen, de Erkende Instantie rooms-katholieke godsdienst, de inspecties voor het basis-, secundair, hoger en buitengewoon onderwijs, de dienst identiteit en kwaliteit Katholiek Onderwijs Vlaanderen, de lectoren godsdienst en het schoolpastoraal.
Vanaf 2006 wordt steeds een vijfjaarlijkse samenwerkingsovereenkomst afgesloten tussen verschillende partijen, die allen op een of andere wijze betrokken zijn bij het godsdienstonderwijs, om samen te werken aan het project van Thomas. Dit samenwerkingsakkoord concretiseert initiatieven waarin de Vlaamse bisschoppen, de Erkende Instantie, Katholiek Onderwijs Vlaanderen en de Faculteit Theologie en Religiewetenschappen Leuven geëngageerd zijn.
In 2015 telde de website ongeveer 5000 unieke bezoekers per dag, 42.000 geregistreerde gebruikers en 33.000 pagina's

## Maatschappelijk debat levensbeschouwelijke vakken
Thomas mengt zich ook in het politieke debat over de toekomst van het confessioneel godsdienstonderwijs in Vlaanderen. Het verdedigt op het publieke forum de logica van confessionele, levensbeschouwelijke vakken, zoals het huidige rooms-katholieke godsdienstonderwijs, tegenover de voorstellen om het actuele levensbeschouwelijk onderwijs te vervangen door een onafhankelijk verplicht vak religiestudie.